# Indigofera nudicaulis
Indigofera nudicaulis är en ärtväxtart som beskrevs av Ernst Meyer. Indigofera nudicaulis ingår i släktet indigosläktet, och familjen ärtväxter. Inga underarter finns listade i Catalogue of Life.